# لي سنغ-جونغ
لي سنغ-جونغ (هانغل: 이상용) هو لاعب كرة قدم كوري جنوبي في مركز الدفاع، ولد في 9 يناير 1986 في سول في كوريا الجنوبية. شارك مع منتخب كوريا الجنوبية تحت 17 سنة لكرة القدم. أما مع النوادي، فقد لعب مع تشونام دراغونز.

## وصلات خارجية
- لي سنغ-جونغ على موقع الاتحاد الدولي (مؤرشف)  (الإنجليزية)
- لي سنغ-جونغ على موقع دوري كوريا الجنوبية (الإنجليزية)
- لي سنغ-جونغ على موقع قاعدة بيانات كرة القدم.إي يو (الإنجليزية)